# 풀라 (크로아티아)

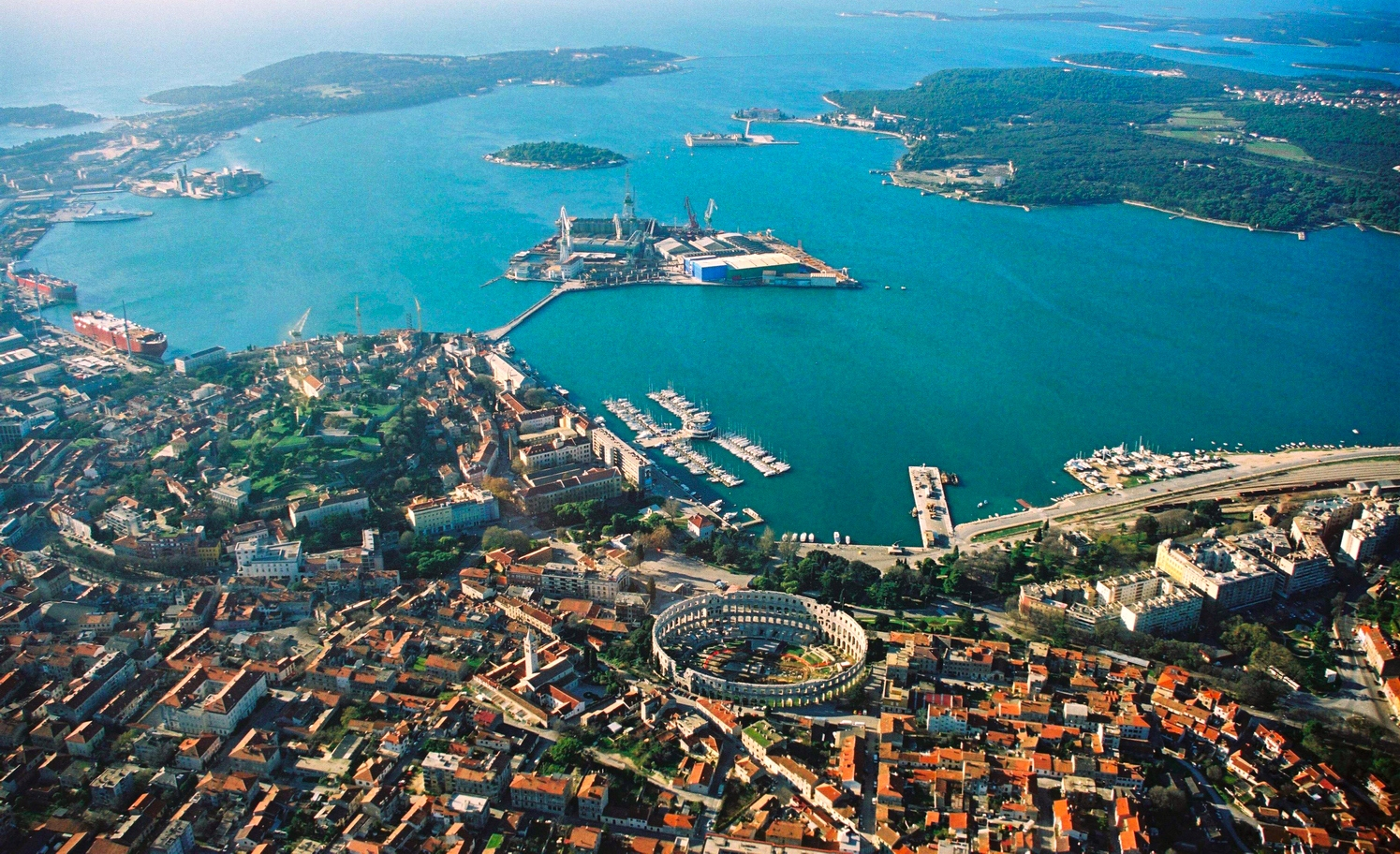
하늘에서 내려다 본 풀라 시가지

풀라(크로아티아어: Pula, 이탈리아어: Pola 폴라[*], 슬로베니아어: Pulj 풀, 독일어: Polei 폴라이[*])는 크로아티아 이스트라주의 도시로 면적은 51.65km2, 높이는 30m, 도시 인구는 62,080명(2006년 기준), 지방 자치체 인구는 90,000명(2006년 기준), 인구밀도는 1,201.9명/km2이다. 이스트라반도 최남단에 위치하며 이스트라반도에서 가장 큰 도시이다.
이스트라반도에 있는 다른 도시들과 마찬가지로 온화한 기후와 잔잔한 바다, 사람의 손이 닿지 않은 자연으로 널리 알려져 있으며 오랜 전통을 가진 포도주 양조업과 어업, 조선업, 관광업으로 유명하다. 고대 로마 시대에 이스트라반도의 행정 중심지 역할을 하던 곳이며 오스트리아-헝가리 제국 시대에 건설된 해군기지가 남아 있다.

## 인구
| 연도        | 인구   | ±%      |
| ----------- | ------ | ------- |
| 1857        | 3,628  | —       |
| 1869        | 10,601 | +192.2% |
| 1880        | 25,390 | +139.5% |
| 1890        | 31,498 | +24.1%  |
| 1900        | 36,143 | +14.7%  |
| 1910        | 59,498 | +64.6%  |
| 1921        | 38,591 | −35.1%  |
| 1931        | 44,219 | +14.6%  |
| 1948        | 20,812 | −52.9%  |
| 1953        | 28,259 | +35.8%  |
| 1961        | 37,099 | +31.3%  |
| 1971        | 47,156 | +27.1%  |
| 1981        | 56,153 | +19.1%  |
| 1991        | 62,378 | +11.1%  |
| 2001        | 58,594 | −6.1%   |
| 2011        | 57,765 | −1.4%   |
| census data |        |         |

## 기후
| Pula의 기후                           | Pula의 기후 | Pula의 기후 | Pula의 기후 | Pula의 기후 | Pula의 기후 | Pula의 기후 | Pula의 기후 | Pula의 기후 | Pula의 기후 | Pula의 기후 | Pula의 기후 | Pula의 기후  | Pula의 기후 |
| 월                                    | 1월         | 2월         | 3월         | 4월         | 5월         | 6월         | 7월         | 8월         | 9월         | 10월        | 11월        | 12월         | 연간        |
| ------------------------------------- | ----------- | ----------- | ----------- | ----------- | ----------- | ----------- | ----------- | ----------- | ----------- | ----------- | ----------- | ------------ | ----------- |
| 일평균 최고 기온 °C (°F)              | 10.0 (50.0) | 10.0 (50.0) | 13.0 (55.4) | 16.0 (60.8) | 21.0 (69.8) | 25.0 (77.0) | 28.0 (82.4) | 28.0 (82.4) | 24.0 (75.2) | 20.0 (68.0) | 14.0 (57.2) | 10.0 (50.0)  | 18.3 (64.9) |
| 일일 평균 기온 °C (°F)                | 6 (43)      | 6 (43)      | 8.5 (47.3)  | 12 (54)     | 16.5 (61.7) | 20.5 (68.9) | 23 (73)     | 23 (73)     | 19.5 (67.1) | 16 (61)     | 10.5 (50.9) | 7 (45)       | 14.0 (57.3) |
| 일평균 최저 기온 °C (°F)              | 2.0 (35.6)  | 2.0 (35.6)  | 4.0 (39.2)  | 8.0 (46.4)  | 12.0 (53.6) | 16.0 (60.8) | 18.0 (64.4) | 18.0 (64.4) | 15.0 (59.0) | 12.0 (53.6) | 7.0 (44.6)  | 4.0 (39.2)   | 9.8 (49.7)  |
| 평균 강우량 mm (인치)                 | 78.0 (3.07) | 64.0 (2.52) | 65.0 (2.56) | 70.0 (2.76) | 56.0 (2.20) | 53.0 (2.09) | 48.0 (1.89) | 75.0 (2.95) | 85.0 (3.35) | 85.0 (3.35) | 80.0 (3.15) | 112.0 (4.41) | 871 (34.3)  |
| 평균 강우일수                         | 12.0        | 12.0        | 12.0        | 13.0        | 13.0        | 13.0        | 10.0        | 11.0        | 11.0        | 12.0        | 13.0        | 13.0         | 145         |
| 평균 일일 일조시간                    | 3.0         | 4.0         | 5.0         | 6.0         | 8.0         | 9.0         | 10.0        | 9.0         | 7.0         | 5.0         | 3.0         | 3.0          | 6.0         |
| 가능 일조율                           | 33          | 40          | 42          | 43          | 53          | 56          | 67          | 64          | 58          | 45          | 30          | 33           | 47          |
| 출처 1: EuroWeather                   |             |             |             |             |             |             |             |             |             |             |             |              |             |
| 출처 2: Weather Atlas (sunshine data) |             |             |             |             |             |             |             |             |             |             |             |              |             |

## 사진

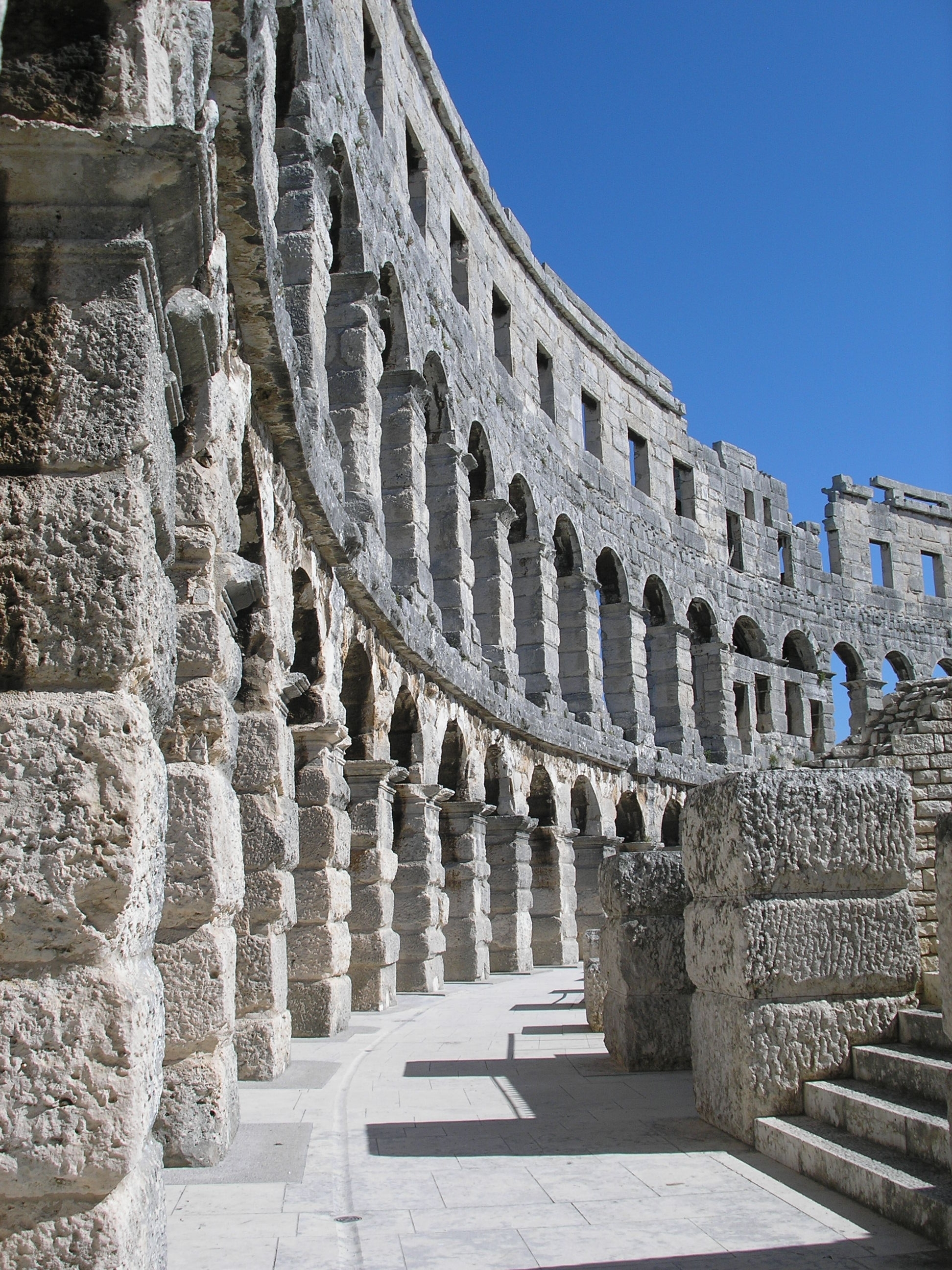
풀라 원형경기장
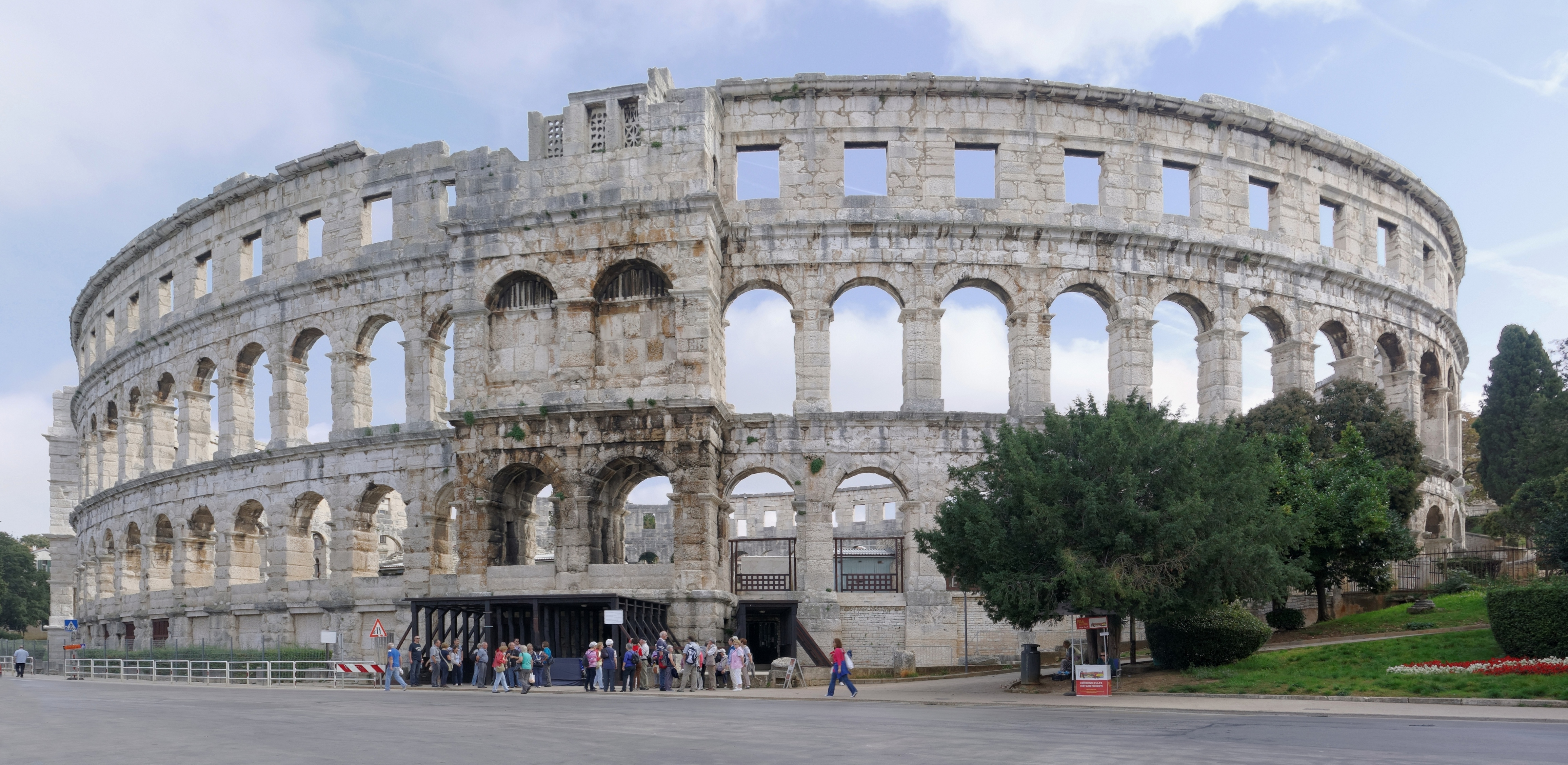
풀라 원형경기장
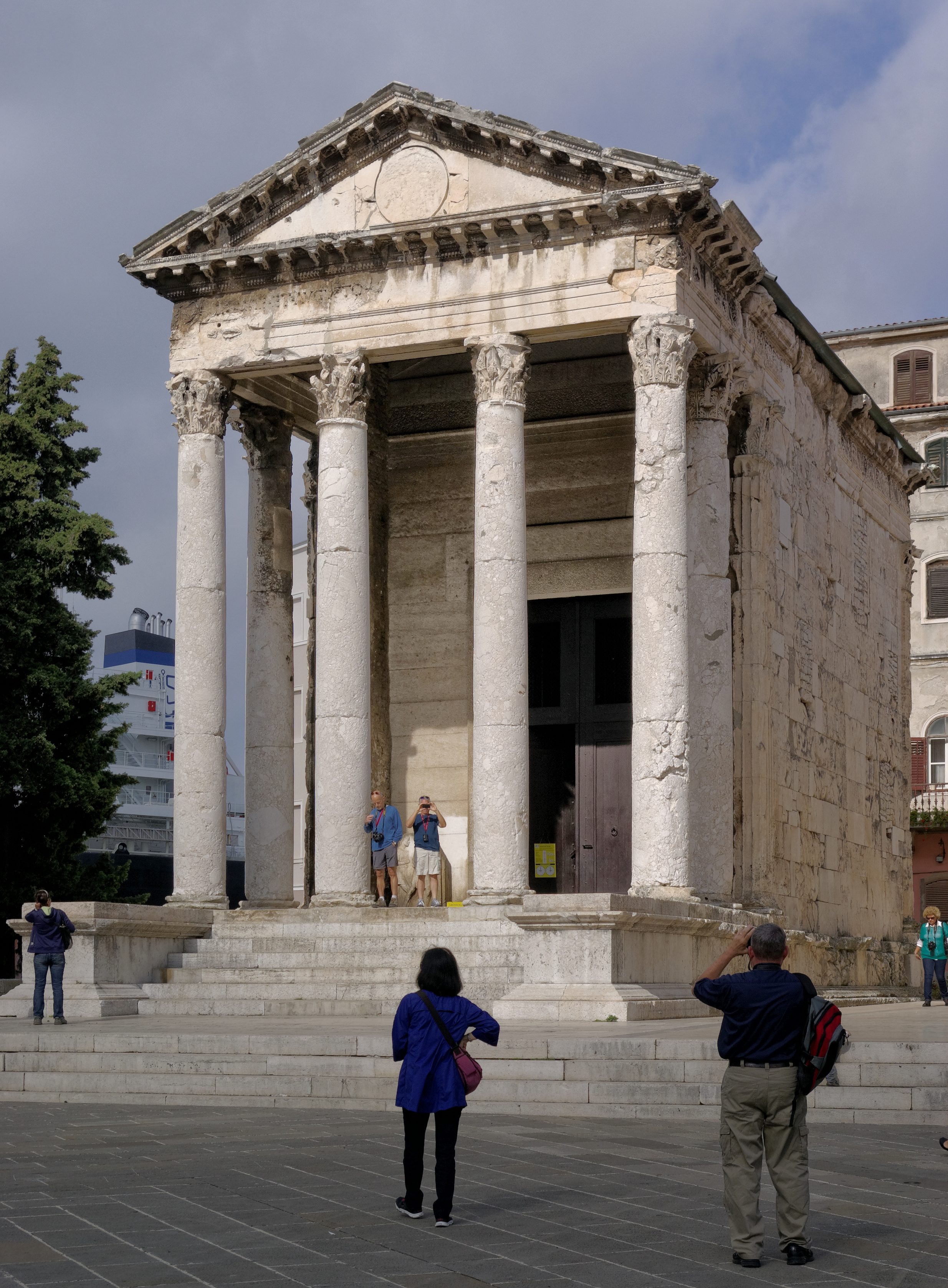
풀라 아우구스투스 신전
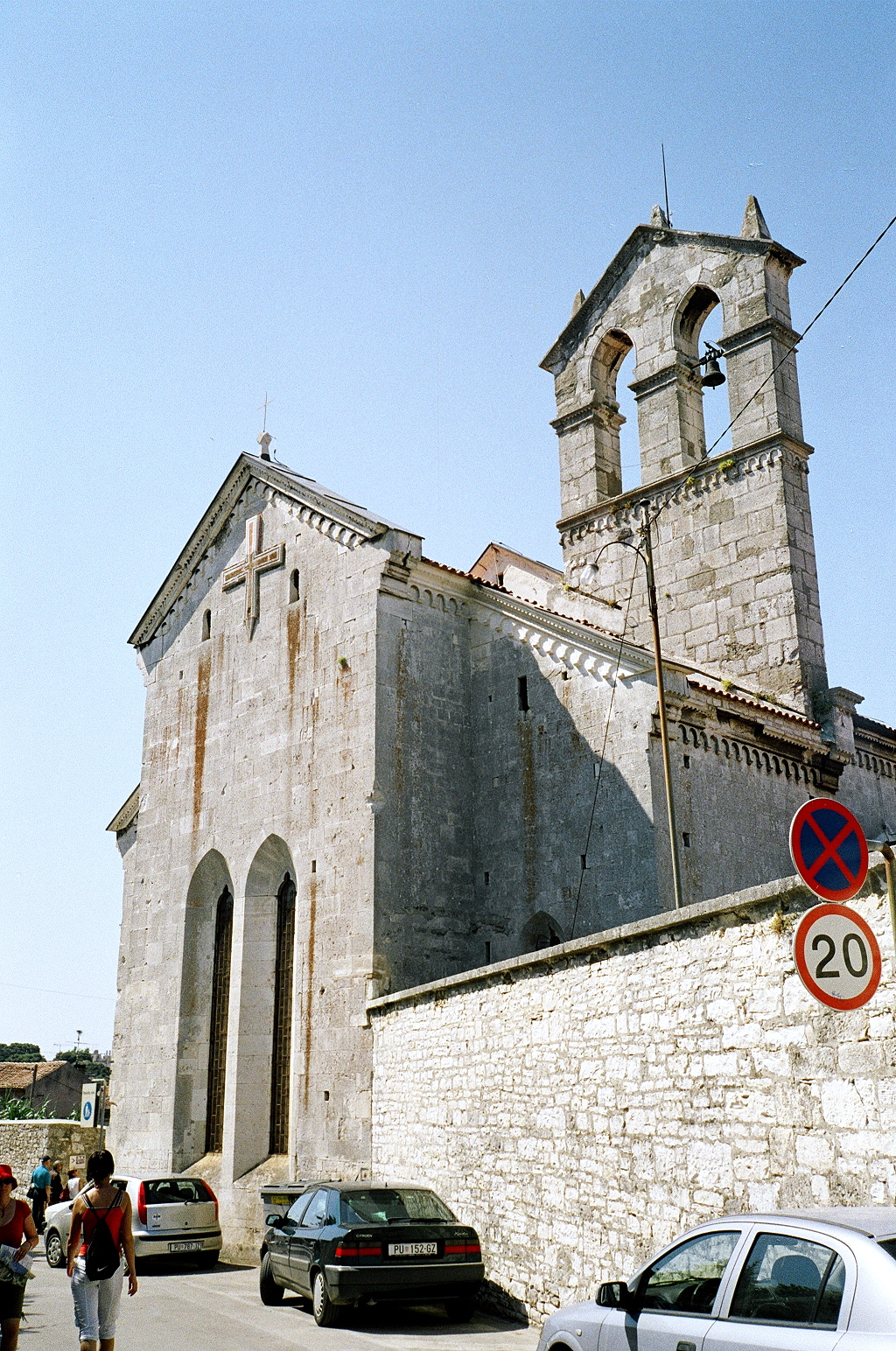
풀라 성 프란체스코 성당
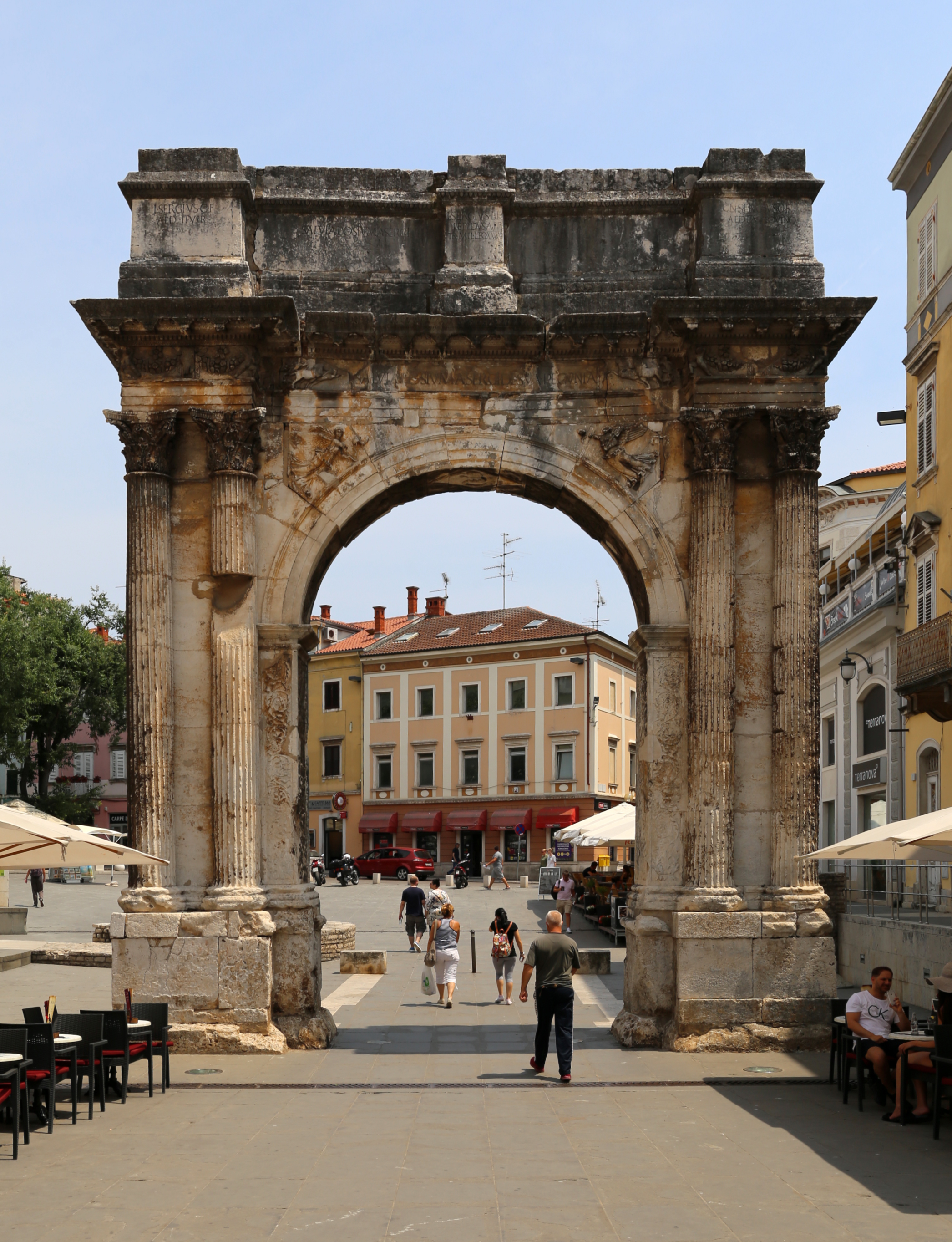
풀라 세르기우스 개선문
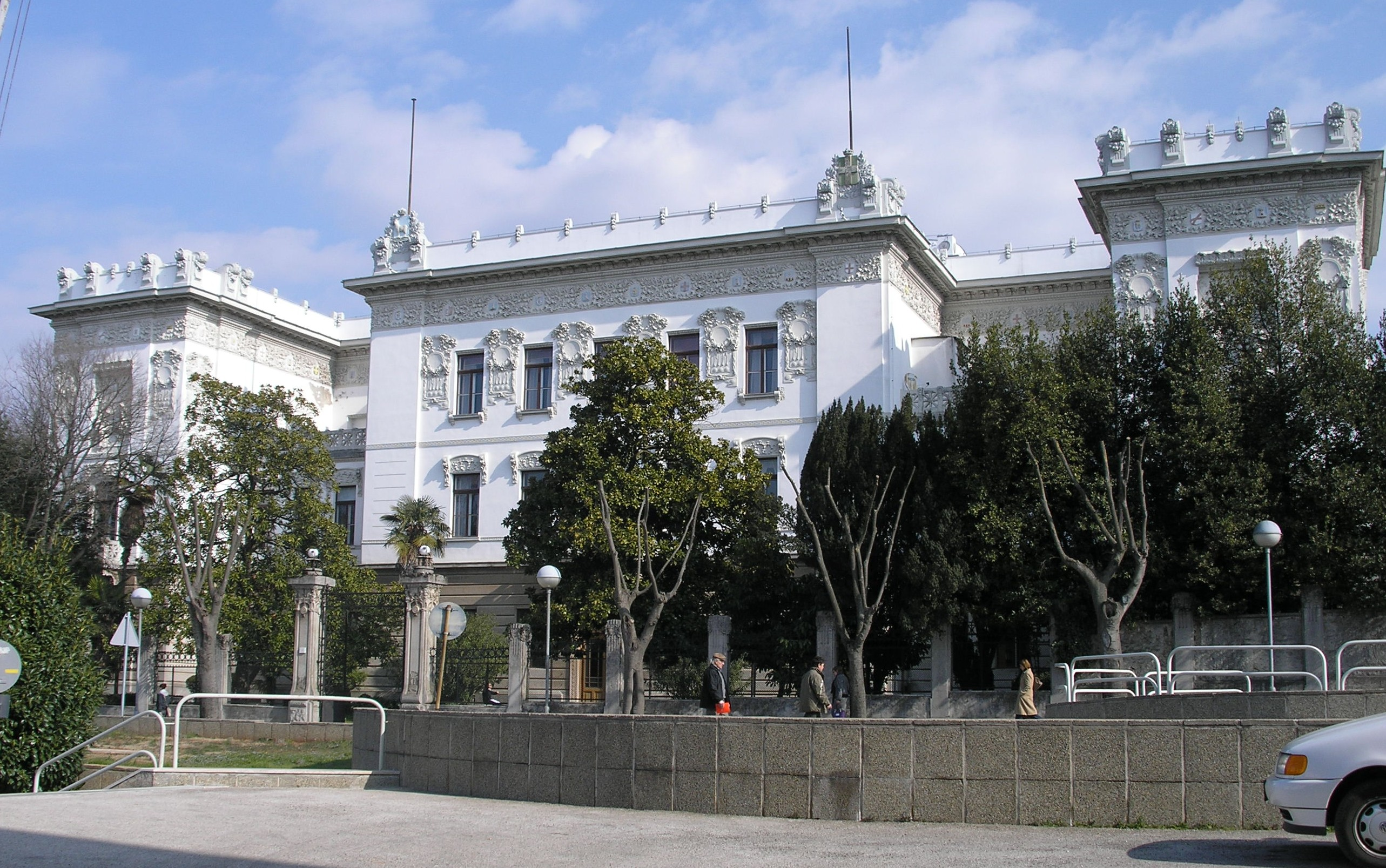
풀라 대학교
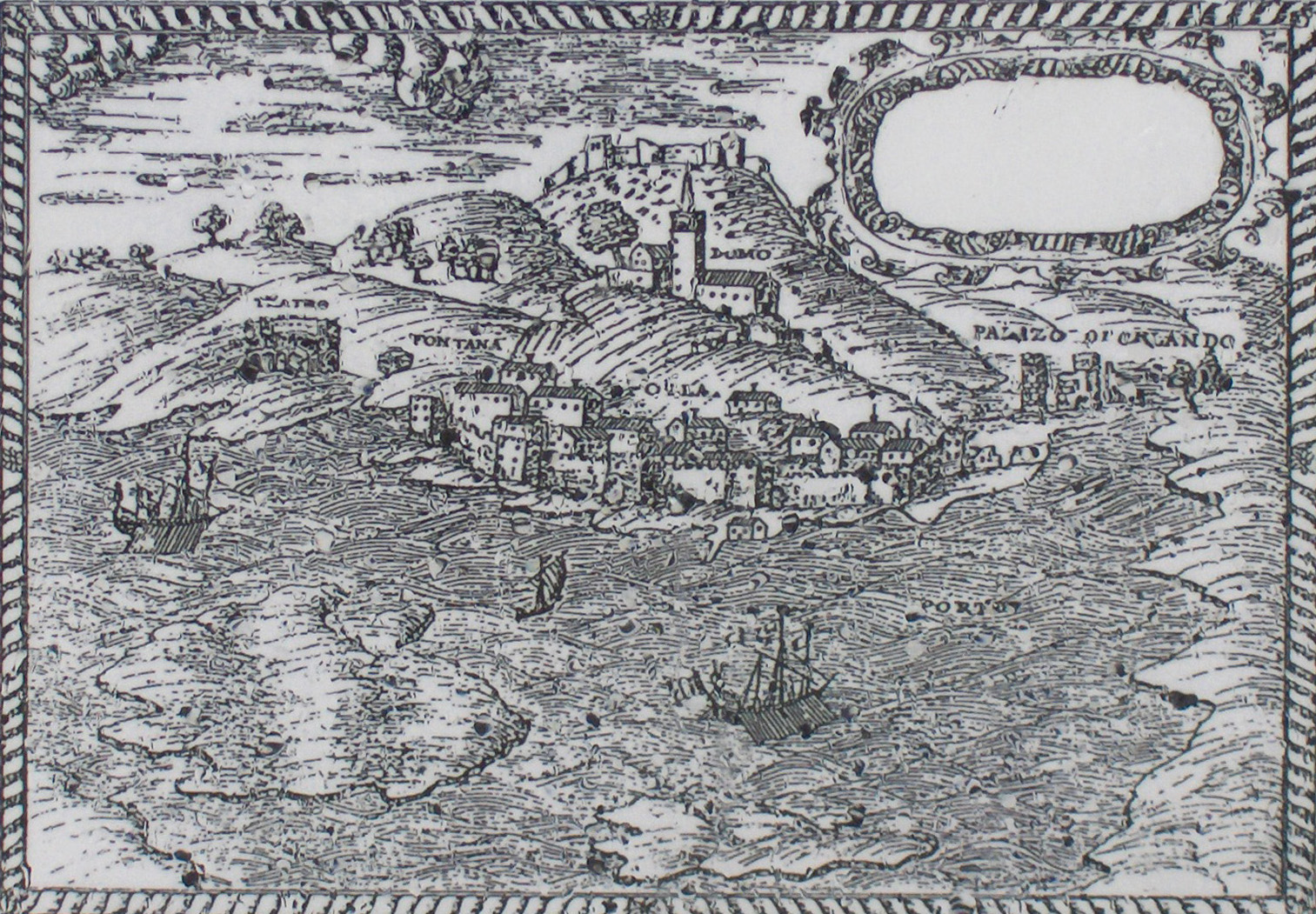
풀라를 묘사한 베네치아의 고지도 (1584년)
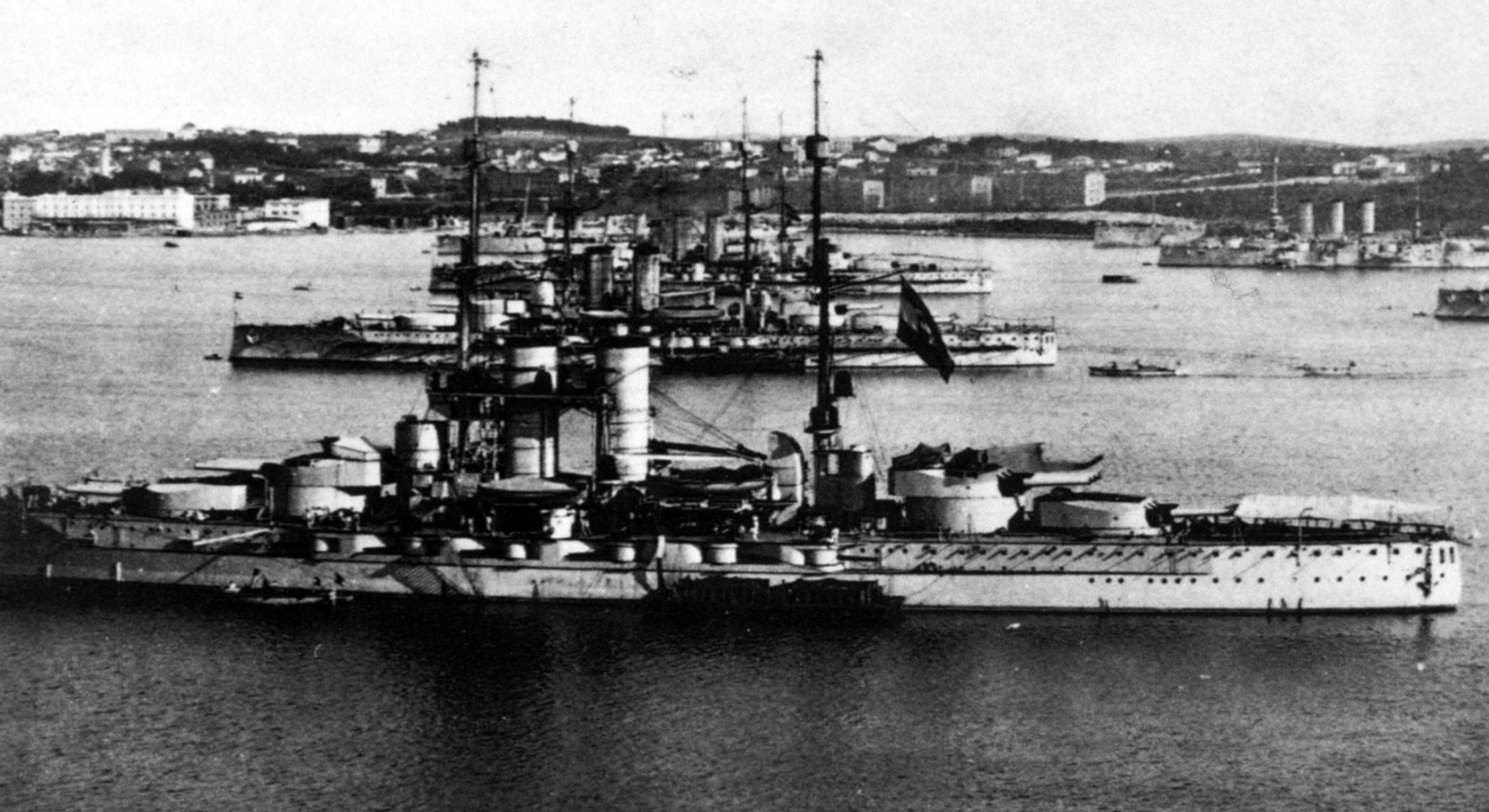
풀라 군항에 정박 중인 오스트리아-헝가리 제국 해군 함대

## 자매 도시
- 오스트리아 그라츠
- 독일 트리어
- 이탈리아 이몰라
- 이탈리아 베로나
- 크로아티아 차바르
- 슬로베니아 크란
- 크로아티아 바라주딘
- 러시아 노보로시스크
- 일본 헤키난시
- 프랑스 빌프랑슈드루에르그
- 헝가리 세게드
- 북마케도니아 벨레스
- 오스트리아 빈
- 오스트리아 슈타이어마르크주의 지방 자치체
- 헝가리 페치
- 체코 브르노